# Кальє Кійск
Кальє (Кальйо, Кальо) Кійськ (ест. Kaljo Kiisk; 3 грудня 1925, с. Вайвіна, Тойла, Іда-Вірумаа, Естонія — 20 вересня 2007, Таллінн, Естонія) — радянський та естонський актор, кінорежисер, сценарист, політик. Заслужений діяч мистецтв Естонської РСР (1965). Народний артист Естонської РСР (1980). Лауреат Державної премії ЕРСР (1985).

## Життєпис
Навчався в Естонському театральному інституті (1947–1949). Закінчив режисерський факультет Державного інституту театрального мистецтва в Москві (1953). 
Був режисером і актором Талліннського драматичного театру ім. В. Кінгісепа. 
З 1955 р. — режисер «Талліннфільму».
Обирався депутатом Верховної Ради Естонської РСР 10-го (1980—1985) і 11-го (1985—1990) скликань. У 1985—1990 рр. був членом Президії Верховної ради Естонської РСР, одночасно у 1986—1990 рр. — член Центрального комітету Комуністичної партії Естонії.
У 1989—1991 рр. депутат З'їзду народних депутатів СРСР.

## Фільмографія
Акторські роботи:
- «Щастя Андруса» (1955)
- «Яхти в морі» (1956)
- «Хлопці одного села» (1961, Райм)
- «Що трапилося з Андресом Лапетеусом?» (1966)
- «Листи з острова Чудаков» (1966, рибалка)
- «Ворог респектабельного суспільства» (1967)
- «Весна» (1969, Крістіан Лібле)
- «Вкрали Старого Тоомаса» (1970)
- «Червона скрипка» (1974, командир)
- «Незвичайний випадок» (1974, слідчий)
- «Школа пана Мауруса» (1975, Войтинський (дублював Владислав Баландін)
- «Літо» (1976, Крістіан Лібле)
- «Моя дружина — бабуся» (1976, близький друг)
- «Смерть під вітрилом» (1976, сержант Берелл)
- «Лісові фіалки» (1980)
- «Арабелла — дочка пірата» (1983)
- «Дві пари і самотність» (1984)
- «Знедолені» (1985)
- «Танці навколо парового котла» (1987)
- «Підйом» (1989)
- «Осінь» (1990)
- «Вулиця миру» (1991)
- «Викрадення» (1992, Фелікс Марло; Україна)
- «Американська гірка» (1994)
- «Листи зі сходу» (1994, старий-фермер)
- «Скрипка Ротшильда» (1996, Ле Віолон де Ротшильд)
- «Було те, що було» (2004, камео)
- «Візит старої дами» (2006, лікар)
- «Заручник» (2006, старий)

Режисер-постановник:
- «Червневі дні» (1957)
- «Пустотливі повороти» (1959, у співаавт.)
- «Льодохід» (1962)
- «Озирнись в шляху» (ест. «Jäljed») (1963)
- «Їм було вісімнадцять» (1965)
- «Полуденний пором» (1967)
- «Божевілля» (1968)
- «Берег вітрів» (1971)
- «Зійти на берег» (1972, співавтор сценарію)
- «Червона скрипка» (1974)
- «Ціну смерті запитай у мертвих » (1977)
- «Лісові фіалки» (1980)
- «Шукач пригод» (1983)
- «Через сто років у травні» (1986)
- «Регіна» (1990)
- «Суфлер» (1993)

Сценарист:
- 1969 — Весна
- 1972 — Зійти на берег
- 1974 — Червона скрипка